# Всесвітній день науки
Всесвітній день науки (повністю — Всесвітній день науки в ім'я миру та розвитку) — міжнародне свято. Відзначається щорічно 10 листопада.

## Історія свята
Проведення Всесвітнього дня науки з метою підвищення усвідомлення громадськістю в усім світі користі науки було рекомендовано в 1999 році на проведеній у Будапешті Всесвітній науковій конференції (зараз — Всесвітній науковий форум, англ. World Science Forum), де була висловлена необхідність щільнішої взаємодії між наукою й суспільством.
Услід конференції 1999 року, Генеральна конференція ЮНЕСКО в 2001 році резолюцією 31С/20 офіційно заснувала Всесвітній день науки  [Архівовано 1 жовтня 2018 у Wayback Machine.].
 Вперше в глобальному масштабі Всесвітній день науки був відзначений 2002 року.

## Завдання Всесвітнього дня науки за мир і розвиток
- Підвищити поінформованість громадськості про роль науки для мирного та сталого розвитку громад;
- Заохочувати національну і міжнародну солідарність в інтересах спільного використання наукових досягнень різними країнами;
- Відновити національну і міжнародну прихильність використанню науки на благо суспільства;
- Привернути увагу до викликів, з якими зіштовхується наука, а також збільшити підтримку наукової діяльності.

## Тематика Всесвітніх днів науки
Майже щорічно встановлюється певна тема Всесвітнього дня науки. Темами цього дня за різними роками були:
- 2019: «Відкрита наука: не залишаючи нікого позаду» (англ. Open science, leaving no one behind); [Архівовано 21 березня 2021 у wayback.archive-it.org]
- 2018: «Наука – право людини» (англ. Science for Global Understanding); [Архівовано 21 травня 2020 у Wayback Machine.]
- 2017: «Наука для глобального розуміння» (англ. Science for Global Understanding);
- 2016: Надаючи належне науковим центрам та науковим музеям (англ. Celebrating Science Centers and Science Museums); [Архівовано 29 жовтня 2017 у Wayback Machine.]
- 2015: Наука для сталого майбутнього  (англ. Science for a Sustainable Future); [Архівовано 22 жовтня 2017 у Wayback Machine.]
- 2014: Якісна наукова освіта: забезпечення сталого майбутнього для всіх (англ. Quality Science Education: ensuring a sustainable future for all); [Архівовано 19 жовтня 2017 у Wayback Machine.]
- 2013: Наука для водного співробітництва: обмін даними, знаннями та інноваціями (англ. Science for Water Cooperation: Sharing Data, Knowledge and Innovations); [Архівовано 29 жовтня 2017 у Wayback Machine.]
- 2012: Наука для глобальної стійкості: взаємозв'язок, співпраця, трансформація (англ. Science for global sustainability: interconnectedness, collaboration, transformation); [Архівовано 20 жовтня 2017 у Wayback Machine.]
- 2011: На шляху до зелених суспільств (англ. Towards green societies); [Архівовано 29 жовтня 2017 у Wayback Machine.]
- 2010: Наука для зближення народів і культур (англ. Science for the rapprochement of peoples and cultures); [Архівовано 21 жовтня 2017 у Wayback Machine.]
- 2009: Астрономія, в святкуванні Міжнародного року астрономії (англ. Astronomy, in celebration of the International Year of Astronomy); [Архівовано 24 жовтня 2017 у Wayback Machine.]
- 2007: Інвестиції в науку: інвестиції в знання (англ. Investing in science: investing in knowledge); [Архівовано 30 жовтня 2017 у Wayback Machine.]
- 2003: Наука як інструмент миру (англ. Science as an instrument of peace). [Архівовано 20 жовтня 2017 у Wayback Machine.]

## Всесвітній день науки в Україні
Починаючи з 2013 року відбувається відзначання Всесвітнього дня науки. Найперше День Науки був проведений молодими вченими Інституту фізіології ім. О. О. Богомольця НАН України 10 листопада. Наступні роки до святкування долучились інші установи Національної академії наук України та ВНЗ зі Львова, Харкова, Дніпра та Одеси.